# Puccinia ghiesbrechtii
Puccinia ghiesbrechtii ist eine Ständerpilzart aus der Ordnung der Rostpilze (Pucciniales). Der Pilz ist ein Endoparasit der Korbblütler Zexmenia elegans und Zexmenia ghiesbrechtii. Symptome des Befalls durch die Art sind Rostflecken und Pusteln auf den Blattoberflächen der Wirtspflanzen. Sie ist ein Endemit Mexikos.

## Merkmale

### Makroskopische Merkmale
Puccinia ghiesbrechtii ist mit bloßem Auge nur anhand der auf der Oberfläche des Wirtes hervortretenden Sporenlager zu erkennen. Sie wachsen in Nestern, die als gelbliche bis braune Flecken und Pusteln auf den Blattoberflächen erscheinen.

### Mikroskopische Merkmale
Das Myzel von Puccinia ghiesbrechtii wächst wie bei allen Puccinia-Arten interzellulär und bildet Saugfäden, die in das Speichergewebe des Wirtes wachsen. Ihre Spermogonien wachsen beidseitig auf den Oberflächen der Wirtsblätter. Die Aecien der Art sind unbekannt. Uredien fehlen dem Pilz. Die beidseitig wachsenden Telien der Art sind zimtbraun, pulverig und unbedeckt. Die annähernd goldbraunen Teliosporen sind zweizellig, in der Regel ellipsoid bis breitellipsoid, runzlig und meist 30–45 × 22–27 µm groß. Ihre Stiele sind farblos.

## Verbreitung
Das bekannte Verbreitungsgebiet von Puccinia ghiesbrechtii umfasst Sinaloa und Nayarit.

## Ökologie
Die Wirtspflanzen von Puccinia ghiesbrechtii sind Zexmenis elegans und Z. ghiesbrechtii. Der Pilz ernährt sich von den im Speichergewebe der Pflanzen vorhandenen Nährstoffen, seine Sporenlager brechen später durch die Blattoberfläche und setzen Sporen frei. Die Art durchläuft einen mikrozyklischen Entwicklungszyklus mit Spermogonien, Aecien und Telien. Als autoöker Parasit macht sie keinen Wirtswechsel durch.